# Aire puro
Aire puro es el décimo disco oficial de Congreso, grabado y editado por Alerce en 1990.

## Historia
A modo de homenajear la llegada de la democracia en Chile, Congreso da una serie de conciertos a lo largo del país, bajo el nombre de Aire puro.
Luego de participar en importantes conciertos, como el de la Amnistía Internacional, en el Estadio Nacional, junto a artistas como Peter Gabriel, Sting, Sinéad O'Connor, Rubén Blades, Wynton Marsalis e Inti-Illimani entre otros grandes de la música.
En octubre de ese año, el grupo edita Aire puro, logrando muy buenas críticas, y siendo nominado a dos premios APES, en las categorías de "Mejor grupo del año" y "Mejor disco del año".

## Música y lírica
Congreso, en este álbum, se centra en composiciones más delicadas, en donde los teclados tiene un gran protagonismo.
Muestra de ello es "Medio día", "Música para tu regreso" o "Amanece".
Los textos se contextualizan con un nuevo respiro de la sociedad chilena con la llegada de la democracia y la libertad. "Aire Puro", "Reencuentro" o "Aroma de canelos" refleja esa esperanza en esta nueva etapa.

## Lista de canciones
1. Aire Puro.
2. Música para tu regreso.
3. Parinas.
4. Amanece.
5. El sombrero de Rubén.
6. Mediodía.
7. Ya es tiempo.
8. Reencuentro.
9. Aroma de Canelos.

Textos: Francisco Sazo Música: Sergio "Tilo" González.

## Integrantes
- Francisco Sazo: voz, textos, tarka.
- Sergio "Tilo" González: composición, batería, claves, zurdo, cascabeles, kultrún.
- Hugo Pirovic: flauta traversa, flauta dulce, saxo alto, voz.
- Jaime Vivanco: piano acústico, teclados.
- Jaime Atenas: saxo soprano, tenor.
- Fernando González: guitarra eléctrica y acústica.
- Jorge Campos: bajo eléctrico, contrabajo, voz.
- Ricardo Vivanco: marimba, congas, shaker, maracas, crótalos, cencerro, palo de agua.
- Patricio González: violoncelo.

## Invitados
- Joe Vasconcellos: congas, percusión en "Aire Puro" y "Reencuentro".
- Domingo Cánalo: llamado de Kull-Kull en "Aroma de Canelos".
- Clara Antinao: narración en Mapudungún en "Aroma de Canelos".
- Mariela González: voz femenina en "Ya es tiempo".
- Irene González: voz de aeropuerto de "Reencuentro"

- Datos: Q5661325